# Tulovo
Tulovo je naselje u gradu Leskovcu, Jablanički upravni okrug, Srbija. Prema popisu iz 2022. godine u Tulovu je živjelo 557 stanovnikа.